# Mátételke
Mátételke (em croata: Matević) é um município da Hungria, situado no condado de Bács-Kiskun. Tem 27,93 km² de área e sua população em 2015 foi estimada em 483 habitantes.